# LMP-103S
LMP-103S ist eine monergole Treibstoffmischung für Satellitentriebwerke. Sie wurde als vergleichsweise ungiftiger Ersatz für das hochgiftige, ätzende und krebserregende Hydrazin entwickelt.
LMP-103S ist eine Mischung aus Ammoniumdinitramid (ADN), Methanol, Wasser und Ammoniak. Ihr spezifischer Impuls und ihre Dichte (1240 kg/m³) ist höher als die von Hydrazin. Wegen ihrer im Vergleich zu Hydrazin nur geringen chemischen Aggressivität und Giftigkeit darf LMP-103S auch in Flugzeugen transportiert werden. Anstelle von Ganzkörperschutzanzügen für das Personal, das mit ihr in Kontakt kommen könnte, reicht normale Schutzkleidung für Chemikalien.